# Sweet Sweetback's Baadasssss Song
Sweet Sweetback's Baadasssss Song је амерички независни блексплоатациони акциони трилер из 1971. године, који је написао, ко-продуцирао, 
компоновао, уређивао, режирао и у њему глумио Мелвин Ван Пиблс. Његов син, Марио Ван Пиблс, такође се појављује у мањој улози, играјући насловног јунака као дечака. Филм прати пикарескну причу о сиромашном црнцу који бежи од белачких полицијских власти.
Ван Пиблс је почео да развија филм након што му је понуђен уговор за три филма са Columbia Pictures. Ниједан студио није желео да финансира пројекат, па га је Ван Пиблс сам финансирао, снимајући га независно током 19 дана, изводећи све своје каскадерске сцене и појављујући се у неколико сцена секса, од којих су неке наводно биле неснимулиране. Добио је зајам од 50.000 долара од Била Козбија како би довршио пројекат. Брзе монтажне секвенце и нагли пресеци у филму били су јединствена одлика америчке кинематографије у то време. Филм је био цензурисан на неким тржиштима и добио је мешовите критике. Међутим, оставио је трајан утисак на америчку кинематографију.
Музичку подлогу за Sweet Sweetback's Baadasssss Song извела је група Earth, Wind & Fire. Ван Пиблс није имао новца за традиционалне методе оглашавања, па је издао албум са звучним записом пре премијере филма како би привукао пажњу. У почетку је филм приказиван у само два биоскопа у Сједињеним Америчким Државама (у Атланти и Детроиту). Касније је зарадио 15,2 милиона долара на благајнама. Хјуи П. Њутн је поздравио филм и препознао његове револуционарне импликације, а Sweetback је постао обавезно штиво за чланове Црне пантерске партије. Према магазину Variety, филм је показао Холивуду да филмови који приказују „милитантне“ Афроамериканце могу бити веома профитабилни, што је довело до стварања жанра blaxploitation. Ипак, критичар Роџер Иберт није сматрао да је овај рад Ван Пиблса експлоатациони филм.
Године 2020, филм је одабран за очување у Националном филмском регистру Сједињених Америчких Држава при Конгресној библиотеци као „културно, историјски или естетски значајан“.